# Fahmi Kakaee
Fahmi Muhiaddin Kakaee, född 1 juli 1950 i Kurdistan, är en kurdisk-svensk författare. Han har varit bosatt i Sverige sedan 1987. Han har skrivit skönlitteratur och kurdiskt läromedel.
Fahmi Kakaee arbetar som modersmålslärare.